# Gigantorhynchus ungriai
Espèce
Synonymes
- Gigantorhynchus ungariai Antonio, 1958

Gigantorhynchus ungriai est une espèce d'acanthocéphales de la famille des Gigantorhynchidae.

## Distribution
Cette espèce se rencontre en Amérique du Sud.
Adulte, c'est un parasite digestif de fourmilier. Il a été observé sur Tamandua tetradactyla.
Les hôtes intermédiaires sont très vraisemblablement des termites.

## Systématique et taxinomie
Cette espèce a été décrite par Hermano Antonio en 1958.

## Étymologie
Cette espèce est nommée en l'honneur de Carlos Díaz Ungría.

## Publication originale
- Antonio, 1958 : « Descripcion de una nueva especie del genero Gigantorhynchus Hamann,1892 (Acanthocephala) ». Acta Biologica Venezuelica, vol. 2, no 24, p. 291-298.